# Jean Gaulmier
Jean Gaulmier (* 10. März 1905 in Charenton-du-Cher, Département Cher; † 11. November 1997 in Paris) war ein französischer Schriftsteller, Orientalist, Romanist und Literaturwissenschaftler.

## Leben und Werk
Gaulmier studierte (nach Begegnungen mit Etienne Gilson und Louis Massignon) Arabisch an der Ecole des langues orientales und hielt sich von 1928 bis 1951 im Vorderen Orient auf. Zuerst war er als Soldat im Libanon stationiert, danach arbeitete er als Gymnasiallehrer und Inspektor des französischen Erziehungswesens in Syrien (Hama, Damaskus, Aleppo). Während des Zweiten Weltkriegs stand er auf der Seite de Gaulles. Von 1945 bis 1951 lehrte er an der Université Saint-Joseph in Beirut. Er habilitierte sich 1949 in Paris mit den beiden Thèses L'idéologue Volney, 1757-1820. Contribution à l'histoire de l'orientalisme en France (Beyrouth 1951, Genf/Paris 1980) und La zubda kachf al-mamālik de Khalil Az-Zahiri. Traduction inédite de Venture de Paradis avec une notice sur le traducteur (Beirut 1950) und wurde 1951 Professor an der Universität Straßburg. Von 1969 bis zu seiner Emeritierung 1975 lehrte er an der Sorbonne.
Gaulmier gab  Werke von Arthur de Gobineau heraus, u. a. in drei Bänden der Bibliothèque de la Pléiade (Paris 1982–1987), ferner von Ernest Renan.

## Weitere Werke

### Belletristik
- Terroir, Paris 1931, 1984 (Roman)
- Matricule Huit, Paris 1932, 1985 (Roman)
- Combattant malgré eux, Paris/Alger 1945 (Lyrik)
- Hélène et la solitude, Paris 1986 (Roman)